# Salo Gronowitz
Salo Schmul Gronowitz, född 12 februari 1928 i Johannisburg i Ostpreussen i Tyskland (nuvarande Pisz i Polen), död 20 april 2010 i Lund, var en polsk-svensk kemist verksam som professor i organisk kemi vid Lunds universitet.

## Biografi
Gronowitz familj lämnade Polen 1939 och flyttade till Göteborg. 1947 påbörjade Gronowitz studier vid Uppsala universitet. Han blev senare doktorand hos Arne Fredga, och stannade i Uppsala till 1963. Efter en kort tid vid Oslo universitet 1965 utnämndes Gronowitz till professor i organisk kemi i Lund, en professur han innehade till sin pensionering 1993.
Gronowitz forskningsområde var framför allt heterocykliska föreningars kemi, med tiofen som en särskild specialitet.
Gronowitz var ledamot av Kungliga Fysiografiska Sällskapet i Lund och invaldes 1972 som ledamot av Kungliga Vetenskapsakademien. Han var 1989–1996 ordförande i Nobelkommittén för kemi. Han medverkade även i Bra Böckers Lexikon som expert inom området kemi.
Gronowitz är begravd på Judiska begravningsplatsen vid Östra kyrkogården i Göteborg.

### Fotnoter
1. 1 2  Salo Gronowitz (On his 75th Birthday), Chemistry of Heterocyclic Compounds, Vol. 39, Nr. 1, 2003, s. 1-2